# Festigkeitsklasse
Mit Hilfe der Festigkeitsklassen werden Materialien und Baustoffe nach ihrer Festigkeit eingeteilt und benannt. Die Festigkeitsklassen werden auch als FK abgekürzt.

## Bauholz
Für Bauholz wurden im Zuge der Europäischen Normung die Festigkeitsklassen von Vollholz in EN 338 und von Brettschichtholz in EN 14080:2013 (EN 1194:1999-2013) neu geregelt. (Die DIN 1052:2004 (bereits semiprobabilistisches Sicherheitskonzept) enthielt gleiche Festigkeitsklassen mit leicht abweichenden Festigkeitskennwerten. Die Werte der zulässigen Spannungen in DIN 1052:1988 bezogen sich direkt auf die Sortierklassen.) Die Festigkeitsklassen für Nadelholz werden mit C (coniferes), für Brettschichtholz mit GL (glued laminated timber / glulam) und für Laubholz mit D, gefolgt von einer zweistelligen Zahl angegeben. Die Zahl entspricht dem charakteristischen Wert der Biegefestigkeit (fm,k) in Newton je Quadratmillimeter (N/mm²). Die Festigkeitsklasse ergibt sich bei Vollholz aus der Sortierklasse (DIN 4074 in Verbindung mit EN 1912), bzw. EN 14081 für Lamellen im Brettschichtholz.

## Mineralische Baustoffe
Sowohl Beton, Mauersteine wie auch Zement werden nach Festigkeitsklassen unterteilt.

## Schrauben, Muttern und Scheiben (Verbindungselemente)
Schrauben, Muttern und Unterlegscheiben aus üblichen Kohlenstoff- und legierten Stählen werden anhand der ISO 898 in Festigkeitsklassen unterteilt.
Für Verbindungselemente aus nichtrostenden Stählen erfolgt eine Zuordnung nach ISO 3506. Siehe unteren Abschnitt: Verbindungselemente aus nichtrostenden Stählen

### Schrauben
DIN EN ISO 898-1 Mechanische Eigenschaften von Verbindungselementen aus Kohlenstoffstahl und legiertem Stahl – Teil 1: Schrauben mit festgelegten Festigkeitsklassen – Regelgewinde und Feingewinde (ISO 898-1:2013); Deutsche Fassung EN ISO 898-1:2013 (2013-03)
| Nr | Mechanische oder physikalische Eigenschaft | Mechanische oder physikalische Eigenschaft | Festigkeitsklasse | Festigkeitsklasse | Festigkeitsklasse | Festigkeitsklasse | Festigkeitsklasse | Festigkeitsklasse | Festigkeitsklasse | Festigkeitsklasse | Festigkeitsklasse | Festigkeitsklasse | Festigkeitsklasse |
| Nr | Mechanische oder physikalische Eigenschaft | Mechanische oder physikalische Eigenschaft | 3.6               | 4.6               | 4.8               | 5.6               | 5.8               | 6.8               | 8.8               | 8.8               | 9.8               | 10.9              | 12.9              |
| Nr | Mechanische oder physikalische Eigenschaft | Mechanische oder physikalische Eigenschaft |                   |                   |                   |                   |                   |                   | d ≤ 16 mm         | d > 16 mm         | d ≤ 16 mm         |                   |                   |
| -- | ------------------------------------------ | ------------------------------------------ | ----------------- | ----------------- | ----------------- | ----------------- | ----------------- | ----------------- | ----------------- | ----------------- | ----------------- | ----------------- | ----------------- |
| 1  | Zugfestigkeit Rm, MPa                      | nom.                                       |                   | 400               | 400               | 500               | 500               | 600               | 800               | 800               | 900               | 1000              | 1200              |
| 1  | Zugfestigkeit Rm, MPa                      | min.                                       |                   | 400               | 420               | 500               | 520               | 600               | 800               | 830               | 900               | 1040              | 1220              |
| 2  | untere Streckgrenze ReL, MPa               | nom.                                       |                   | 240               | -                 | 300               | -                 | -                 | -                 | -                 | -                 | -                 | -                 |
| 2  | untere Streckgrenze ReL, MPa               | min.                                       |                   | 240               | -                 | 300               | -                 | -                 | -                 | -                 | -                 | -                 | -                 |
| 3  | 0,2 %-Dehngrenze Rp0,2, MPa                | nom.                                       |                   | -                 | -                 | -                 | -                 | -                 | 640               | 640               | 720               | 900               | 1080              |
| 3  | 0,2 %-Dehngrenze Rp0,2, MPa                | min.                                       |                   | -                 | -                 | -                 | -                 | -                 | 640               | 660               | 720               | 940               | 1100              |
| 4  | 0,0048 d-Dehngrenze Rpf, MPa               | nom.                                       |                   | -                 | 320               | -                 | 400               | 480               | -                 | -                 | -                 | -                 | -                 |
| 4  | 0,0048 d-Dehngrenze Rpf, MPa               | min.                                       |                   | -                 | 340               | -                 | 420               | 480               | -                 | -                 | -                 | -                 | -                 |

Die Festigkeitsklasse 3.6 ist nicht mehr enthalten und hier nur als Hinweis auf vorherige Normen angegeben.
Der Einsatz von (metallisch beschichteten) Schrauben der Festigkeitsklassen 10.9 und 12.9 (Muttern 10 und 12) ist uneingeschränkt möglich, wenn Maßnahmen getroffen werden zur Vermeidung von Wasserstoffversprödung gemäß ISO 9587 Metallic and other inorganic coatings – Pretreatment of iron and steel to reduce the risk of hydrogen embrittlement (2007-11-15).
Die Festigkeitsklasse von Schrauben wird durch zwei einzelne Ziffern bezeichnet, die durch einen Punkt getrennt sind, z. B. 4.6 oder 8.8.
Die folgenden Beispiele zeigen, wie die Zugfestigkeit {\displaystyle R_{\mathrm {m} }} und Streckgrenze {\displaystyle R_{\mathrm {e} }}, bzw. 0,2 %-Dehngrenze {\displaystyle R_{p0,2}} aus der Festigkeitsklasse ermittelt werden können. Bis einschließlich Festigkeitsklasse 6.8 wird die Streckgrenze angegeben, ab Festigkeitsklasse 8.8 die 0,2 %-Dehngrenze. 

Die Norm gibt eine für eine Abschätzung ausreichend genaue Faustformel an; die minimal geforderten Werte nach Tabelle für die Zugfestigkeit liegen teilweise höher.

#### Beispiel 1: Schraube der Festigkeitsklasse 4.6
1. Bestimmung der Zugfestigkeit {\displaystyle R_{\mathrm {m} }}: Die Zahl vor dem Punkt wird mit 100 multipliziert:
{\displaystyle R_{\mathrm {m} }=4\cdot 100\,{\frac {\mathrm {N} }{\mathrm {mm^{2}} }}=400\,{\frac {\mathrm {N} }{\mathrm {mm^{2}} }}}
2. Bestimmung der Streckgrenze {\displaystyle R_{\mathrm {e} }}: Die beiden Zahlen werden miteinander multipliziert und dann nochmals mit 10 multipliziert:
{\displaystyle R_{\mathrm {e} }=4\cdot 6\cdot 10\,{\frac {\mathrm {N} }{\mathrm {mm^{2}} }}=240\,{\frac {\mathrm {N} }{\mathrm {mm^{2}} }}}

#### Beispiel 2: Schraube der Festigkeitsklasse 12.9
1. Bestimmung der Zugfestigkeit {\displaystyle R_{\mathrm {m} }}: Die Zahl vor dem Punkt wird mit 100 multipliziert:
{\displaystyle R_{\mathrm {m} }=12\cdot 100\,{\frac {\mathrm {N} }{\mathrm {mm^{2}} }}=1200\,{\frac {\mathrm {N} }{\mathrm {mm^{2}} }}}
2. Bestimmung der 0,2 %-Dehngrenze {\displaystyle R_{p0,2}}: Die beiden Zahlen werden miteinander multipliziert und dann nochmals mit 10 multipliziert:
{\displaystyle R_{p=0,2}=12\cdot 9\cdot 10\,{\frac {\mathrm {N} }{\mathrm {mm^{2}} }}=1080\,{\frac {\mathrm {N} }{\mathrm {mm^{2}} }}}

### Muttern
Die Festigkeitsklassen für Muttern entsprechen denen für Schrauben, jedoch wird zur Bezeichnung nur eine Ziffer verwendet. Diese gibt an, dass z. B. eine Mutter der Klasse 10 mit einer Schraube der Festigkeitsklasse 10.9 verwendet werden sollte.
DIN EN ISO 898-2 Mechanische Eigenschaften von Verbindungselementen aus Kohlenstoffstahl und legiertem Stahl – Teil 2: Muttern mit festgelegten Festigkeitsklassen (ISO 898-2:2022); Deutsche Fassung EN ISO 898-2:2022 (2023-02)
| Festigkeitsklasse der Mutter | höchste Festigkeitsklasse der gepaarten Schraube |
| ---------------------------- | ------------------------------------------------ |
| 5                            | 5.8                                              |
| 6                            | 6.8                                              |
| 8                            | 8.8                                              |
| 10                           | 10.9                                             |
| 12                           | 12.9                                             |

### Unterlegscheiben
DIN EN ISO 898-3 Mechanische Eigenschaften von Verbindungselementen aus Kohlenstoffstahl und legiertem Stahl – Teil 3: Flache Scheiben mit festgelegten Festigkeitsklassen (ISO 898-3:2018 + Amd 1:2020); Deutsche Fassung EN ISO 898-3:2018 + A1:2021 (2021-11)
| Verbindungselemente mit Gewinde nach ISO 898-1 und ISO 898-2 | Verbindungselemente mit Gewinde nach ISO 898-1 und ISO 898-2 | Passende Festigkeitsklassen für flache Scheiben | Passende Festigkeitsklassen für flache Scheiben | Passende Festigkeitsklassen für flache Scheiben | Passende Festigkeitsklassen für flache Scheiben |
| Festigkeitsklassen                                           | Festigkeitsklassen                                           | 100HV                                           | 200HV                                           | 300HV                                           | 380HV                                           |
| Schrauben                                                    | Muttern                                                      | 100HV                                           | 200HV                                           | 300HV                                           | 380HV                                           |
| ------------------------------------------------------------ | ------------------------------------------------------------ | ----------------------------------------------- | ----------------------------------------------- | ----------------------------------------------- | ----------------------------------------------- |
| 4.6, 4.8, 5.6, 5.8                                           | 5                                                            | EK                                              |                                                 |                                                 |                                                 |
| 6.8                                                          | 6                                                            |                                                 | EK                                              |                                                 |                                                 |
| 8.8                                                          | 8                                                            |                                                 | EK                                              |                                                 |                                                 |
| 9.8, 10.9                                                    | 10                                                           |                                                 |                                                 | EK                                              |                                                 |
| 12.9                                                         | 12                                                           |                                                 |                                                 |                                                 | EK                                              |
| EK = empfohlene Kombination                                  |                                                              |                                                 |                                                 |                                                 |                                                 |

### Verbindungselemente aus nichtrostenden Stählen
ISO 3506 legt Werkstoffgruppen bzw. Stahlgruppen für diese Verbindungsmittel fest und ordnet diese den Festigkeitsklassen zu.
DIN EN ISO 3506-1 Mechanische Verbindungselemente – Mechanische Eigenschaften von Verbindungselementen aus korrosionsbeständigen nichtrostenden Stählen – Teil 1: Schrauben mit festgelegten Stahlsorten und Festigkeitsklassen (ISO 3506-1:2020); Deutsche Fassung EN ISO 3506-1:2020 (2020-08)
Hinweis: Die beiden folgenden Tabellen geben nicht die aktuelle Ausgabe der Norm wieder, sondern Ausgabe (2010-04).
| Stahlgruppe  | Stahlsorte         | Festigkeitsklasse | Zugfestigkeit Rm min. MPa | 0,2 %-Dehngrenze Rp0,2 min. MPa | Bruchverlängerung A min. mm |
| ------------ | ------------------ | ----------------- | ------------------------- | ------------------------------- | --------------------------- |
| Austenitisch | A1, A2, A3, A4, A5 | 50                | 500                       | 210                             | 0,6 d                       |
| Austenitisch | A1, A2, A3, A4, A5 | 70                | 700                       | 450                             | 0,4 d                       |
| Austenitisch | A1, A2, A3, A4, A5 | 80                | 800                       | 600                             | 0,3 d                       |

| Stahlgruppe   | Stahlsorte | Festigkeitsklasse | Zugfestigkeit Rm min. MPa | 0,2 %-Dehngrenze Rp0,2 min. MPa | Bruchverlängerung A min. mm | Härte       | Härte     | Härte       |
| Stahlgruppe   | Stahlsorte | Festigkeitsklasse | Zugfestigkeit Rm min. MPa | 0,2 %-Dehngrenze Rp0,2 min. MPa | Bruchverlängerung A min. mm | HB          | HRC       | HV          |
| ------------- | ---------- | ----------------- | ------------------------- | ------------------------------- | --------------------------- | ----------- | --------- | ----------- |
| Martensitisch | C1         | 50                | 500                       | 250                             | 0,2 d                       | 147 bis 209 | -         | 155 bis 220 |
| Martensitisch | C1         | 70                | 700                       | 410                             | 0,2 d                       | 209 bis 314 | 20 bis 34 | 220 bis 330 |
| Martensitisch | C1         | 110               | 1100                      | 820                             | 0,2 d                       | -           | 36 bis 45 | 350 bis 440 |
| Martensitisch | C3         | 80                | 800                       | 640                             | 0,2 d                       | 228 bis 323 | 21 bis 35 | 240 bis 340 |
| Martensitisch | C4         | 50                | 500                       | 250                             | 0,2 d                       | 147 bis 209 | -         | 155 bis 220 |
| Martensitisch | C4         | 70                | 700                       | 410                             | 0,2 d                       | 209 bis 314 | 20 bis 34 | 220 bis 330 |
| Ferritisch    | F1         | 45                | 450                       | 250                             | 0,2 d                       | 128 bis 209 | -         | 135 bis 220 |
| Ferritisch    | F1         | 60                | 600                       | 410                             | 0,2 d                       | 171 bis 271 | -         | 180 bis 285 |

DIN EN ISO 3506-2 Mechanische Verbindungselemente – Mechanische Eigenschaften von Verbindungselementen aus korrosionsbeständigen nichtrostenden Stählen – Teil 2: Muttern mit festgelegten Stahlsorten und Festigkeitsklassen (ISO 3506-2:2020); Deutsche Fassung EN ISO 3506-2:2020 (2020-08)
DIN EN ISO 3506-3 Mechanische Verbindungselemente – Mechanische Eigenschaften von Verbindungselementen aus korrosionsbeständigen nichtrostenden Stählen – Teil 3: Gewindestifte und ähnliche nicht auf Zug beanspruchte Verbindungselemente (ISO 3506-3:2009); Deutsche Fassung EN ISO 3506-3:2009 (2010-04)
DIN EN ISO 3506-4 Mechanische Verbindungselemente – Mechanische Eigenschaften von Verbindungselementen aus korrosionsbeständigen nichtrostenden Stählen – Teil 4: Blechschrauben (ISO 3506-4:2009); Deutsche Fassung EN ISO 3506-4:2009 (2010-04)
DIN EN ISO 3506-5 Verbindungselemente – Mechanische Eigenschaften von Verbindungselementen aus nichtrostenden Stählen – Teil 5: Spezielle Verbindungselemente (einschließlich Verbindungselemente aus Nickellegierungen) für Hochtemperaturanwendungen (ISO 3506-5:2022); Deutsche Fassung EN ISO 3506-5:2023 (2024-02)
DIN EN ISO 3506-6 Mechanische Verbindungselemente – Mechanische Eigenschaften von Verbindungselementen aus korrosionsbeständigen nichtrostenden Stählen – Teil 6: Allgemeine Regeln für die Auswahl von nichtrostenden Stählen und Nickellegierungen für Verbindungselemente (ISO 3506-6:2020); Deutsche Fassung EN ISO 3506-6:2022 (2022-09)